# Karl Ewald Hasse
Karl Ewald Hasse (Drezda, 1810. június 23. – Hannover, 1902. szeptember 26.) német orvos, patológus.

## Életútja
Szülővárosában, majd Lipcsében, Párizsban és Bécsben tanult és 1833-ban doktorrá avattatott. Hosszabb ideig tartó tanulmányútja után Lipcsében telepedett le, ahol 1836-ban prorektor és magántanár, 1839-ben a kórboncolástan rendkívüli tanára lett. 1844-ben Zürichbe ment, ahol mint a patológia és belgyógyászatnak tanára és mint az állami kórház igazgatója működött. 1852-ben Heidelbergbe, 1856-ban pedig Göttingenbe hívták meg. Hasse főleg az agy- és idegkórtannal foglalkozott és e téren igen kitűnt. Művei közül említendők: Anatomische Beschreibung dder Krankheiten der Zirkulations- und Respirations-Organe (Lipcse, 1841, angol fordítás: 1846); Die Krankheiten des Nervenapparates (Erlangen, 1855, II. kiad. 1868).